# 미우라 고로
미우라 고로(일본어: 三浦 梧楼: 고카 3년 11월 15일[1847년 1월 1일] ~ 다이쇼 15년[1926년] 1월 28일))는 일본의 육군 군인, 정치인. 최종 계급은 육군 중장. 영전은 종1위 훈1등 자작. 호는 관수(観樹). 육군 내 비주류파로서 군비확장 자제와 번벌정치 타도를 주장했다.
오늘날의 야마구치현 하기시에서 하기번사의 배신(陪臣) 요베 요시헤이(五十部吉平)의 5남으로 태어났다. 명륜관에서 배운 뒤 기병대에 입대해서 제2차 조슈 정벌과 무진전쟁에 종군했다. 메이지 유신 이후 병부성에 출사했다. 메이지 7년(1874년) 육군성 제3국 국장으로서 대만 출병에 반대했다. 메이지 9년(1876년) 하기의 난 진압에 참여했고, 이듬해의 서남전쟁에서는 제3여단장으로서 각지를 돌아다니다 시로산을 함락시켰다(시로산 전투). 메이지 11년(1878년) 중장이 되어 서부감군부장을 맡았다.
조슈 출신이었지만 번벌정치에 반대하는 입장을 취했고, 특히 군부의 수장인 야마가타 아리토모와 기병대 시절부터 사이가 좋지 않았다. 하여 다니 다테키・토리오 코야타・소가 스케노리 등과 함께 반주류파를 형성하고 야마가타・오오야마 이와오와 대립했다. 메이지 14년(1881년) 개척사 관유물 불하사건에서 위 세 사람과 연명으로 의회개설 및 헌법제정을 호소하는 건백서를 제출했다가 이듬해 육군사관학교장으로 좌천되었다. 메이지 18년(1885년) 육군경 오오야마와 함께 유럽의 병제를 시찰했다.
메이지 19년(1886년) 귀국해서 월요회의 중심인물로서 육군개혁의견서를 제출했다가 이듬해 구마모토 진대 사령관으로 좌천되었다. 메이지 21년(1888년) 예비역으로 전역당하고 같은 해부터 메이지 25년(1892년)까지 학습원장을 지냈다. 메이지 23년(1890년) 7월 10일, 자작 작위에 의해 귀족원 호선의원이 되었으나 이듬해 9월 30일 사직했다.
메이지 28년(1895년) 9월 1일, 재조선국 특명전권공사에 취임했다. 공사관 주재무관이자 조선정부 군부고문인 구스노세 유키히코 중좌, 『한성신보』 사장 아다치 켄조 등의 협력을 얻어 10월 7일 아다치와 쿠니토모 시게오키에게 민비의 살해를 교사했다. 다음날 8일 새벽, 쿠니토모 등 실행범들이 흉기를 들고 경복궁 안으로 돌입해 곧바로 후원에 육박했다. 민비는 그자리에서 살해되고 시신은 즉석에서 소각되었다(을미사변). 사건 직후 관여자로서 미우라 이하 48명이 소환되어 히로시마에 투옥되었다. 12월 12일 예심이 개시되었고, 이듬해 1월 20일 히로시마 지방재판소 예심에서 피고인들 중 일부가 민비 살해를 결의하고 궁에 침입한 사실을 인정했으나, 피고인 중에 살해를 실행한 자가 있다고 인정하기에는 증거가 불충분하다며 48명 전원을 면소(免訴)하고 미우라 등 12명은 석방했다.
메이지 41년(1908년) 4월 1일 후비역으로 전역했다. 메이지 43년(1910년) 추밀고문관에 취임하고 궁중고문관 등 요직을 역임했다. 다이쇼 시대에는 다시금 “번벌 타도”를 외치며 정계의 막후인사로 활동했다. 정당정치시대 및 그 직전기인 다이쇼 5년(1916년)과 13년(1924년) 2회에 걸쳐 당수회담의 거간꾼 노릇을 했다. 특히 후자의 회담은 호헌 3파의 결성합의가 이루어진 회담으로서 중요하게 평가된다.
말년에는 구술필기로 저서를 2권 출판했다. 다이쇼 15년(1926년) 요독증으로 사망했다.

## 저서
- 《칸쥬장군종횡담》(観樹将軍縦横談) 미우라 고로 作 쿠마다 소지로(熊田宗次郎) 엮음
  - 원판 実業之日本社 대정 13년 1924년
- 《칸쥬장군회고록》(観樹将軍回顧録) 미우라 고로 作 오타니 야스타로(小谷保太郎) 엮음
  - 원판 政教社 　대정 14년 1925년, 復刻版＜伝記叢書46．大空社＞, 1988년
- 《메이지 시대 반골 장군 일대기》(明治反骨中将一代記: 三浦観樹将軍秘話)　芙蓉書房, 1981년
  - (미우라 고로의 생전 저작을 묶어 1981년 재발간)

## 미우라 고로가 등장하는 작품
- 신충식 - 1990년 대원군 MBC 드라마
- 이성웅 - 1996년 찬란한 여명 KBS 드라마
- 임혁 - 2002년 명성황후 KBS 드라마
- 김성기 - 2007년 명성황후 뮤지컬
- 김병세 - 2010년 제중원 SBS 드라마

## 같이 보기
- 을미사변